# Mojo Nixon
Neill Kirby McMillan, Jr., conocido como Mojo Nixon (Chapel Hill, Carolina del Norte; 2 de agosto de 1957 - San Juan de Puerto Rico, 7 de febrero de 2024) fue un músico, intérprete y presentador estadounidense.

## Biografía

### Carrera artística
Fue uno de los grandes rebeldes de la música estadounidense, que recoge toda la influencia de esta, es decir country, blues, Elvis, etc y con ella compone unos cocteles variados, en sus discos, con una actitud provocadora, cercana al punk,y todo ello sazonado con unas buenas dosis de sátira.
Formó pareja, junto a Skid Roper, desde mediados de los 80s a principios de los 90s, grabando seis discos, como dúo. Después inició su carrera solista, que no duda en compaginar con sus discos o actuaciones con otros artistas, ejemplo de ello es el disco, que editó junto a Jello Biafra, Dead Kennedys, en 1994, titulado "Prairie Home Invasion".

### Muerte
Mojo Nixon falleció a los 66 años, de una enfermedad cardíaca, el 7 de febrero de 2024, mientras estaba a bordo del Outlaw Country Cruise (atracado en el puerto de San Juan, Puerto Rico).

## Obra

### Discografía
Junto a Skid Roper
- 1985 - Mojo & Skid.
- 1986 - Frenzy.
- 1986 - Get Out Of My Way.
- 1987 - Bo-Day-Shus!!!.
- 1989 - Root Hog or Die.
- 1991 - Mojo Nixon & Skid Roper.

Solista
- 1990 - Otis.
- 1990 - Unlimited Everything.
- 1992 - Horny Holidays!.
- 1995 - Whereabouts Unknown.
- 1997 - Gadzooks:The Homemade Bootleg.
- 1999 - The Real Sock Ray Blue.

Junto a Jello Biafra
- 1994 - Prairie Home Invasion.

### Filmografía
- Great Balls of Fire! (1989) – James Van Eaton
- Rock 'n' Roll High School Forever (1990) – Spirit of Rock n' Roll
- Super Mario Bros. (1993) – Toad
- Car 54, Where Are You? (1994) – Sidewalk Preacher
- Raney (1997) – Sneeds Perry
- Die Wholesale (1998)
- Buttcrack (1998) – Preacher Man Bob
- A Four Course Meal (2006) – Mesero